# Dalian Shide
O Dalian Shide F.C. (Chinês simplificado: 大连实德), mais conhecido como Dalian Haichang International Football Team Shide FC (Chinês simplificado: 大连海昌国际) anteriormente Dalian Wanda (chinês simplificado: 大连万达), foi um clube de futebol participante da Chinese Super League e pertencente ao Shide Group. 